# Cis glabriusculus
Cis glabriusculus es una especie de coleóptero de la familia Ciidae.

## Distribución geográfica
Habita en África Oriental.